# Orange Hill Cemetery (Feuchy)
Le Orange Hill Cemetery (Feuchy)  est un cimetière militaire britannique de la Première Guerre mondiale, situé sur le territoire de la commune de Feuchy, dans le département du Pas-de-Calais, à l'est d'Arras. 

## Localisation
Ce cimetière en pleine campagne, à deux kilomètres au sud-est du village, à l'extrémité d'un bosquet.

## Histoire

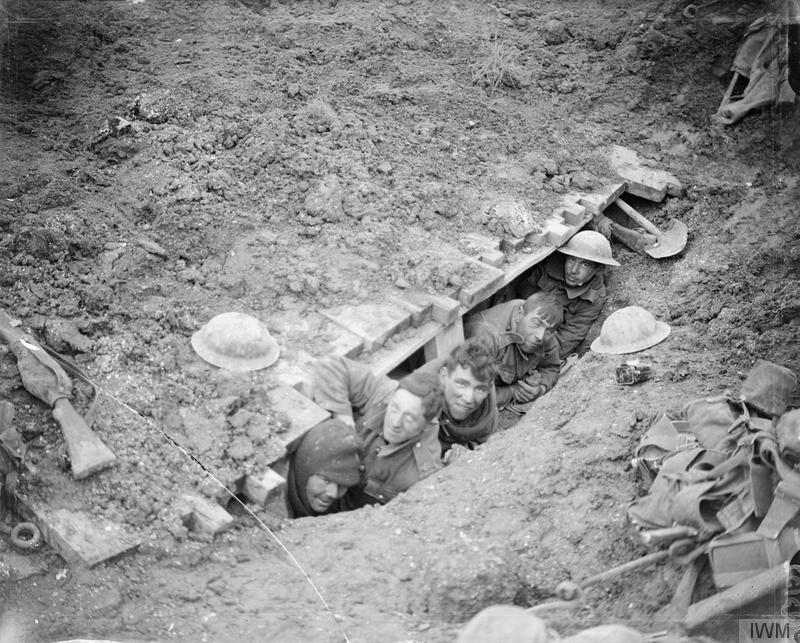
Troupes britanniques à l'abri dans une tranchée capturée au carrefour de Feuchy le 9 avril 1917.

Feuchy fut capturée par les troupes du Commonwealth  le 9 avril 1917.

Cette colline fut atteinte par la 12e Division le 10 avril 1917. Elle fut perdue fin mars 1918 puis reprise définitivement  par les troupes canadiennes dans les derniers d'août 1918. 

La plupart des soldats inhumés dans ce cimetière faisaient partie du 4e Canadian Mounted Rifles Battalion  (4e Bataillon de fusiliers canadiens à cheval)  tombèrent le 26 août 1918 lors de l'assaut de cette colline.

## Caractéristiques
Ce  cimetière a un plan quasi carré de 20 m de côté et est entouré entièrement clos par un muret de silex.
Il a été conçu par l'architecte britannique George Hartley Goldsmith  (d).

## Sépultures
| Pays        | Sépultures |
| ----------- | ---------- |
| Canada      | 42         |
| Royaume-Uni | 1          |
| Total       | 43         |

## Galerie

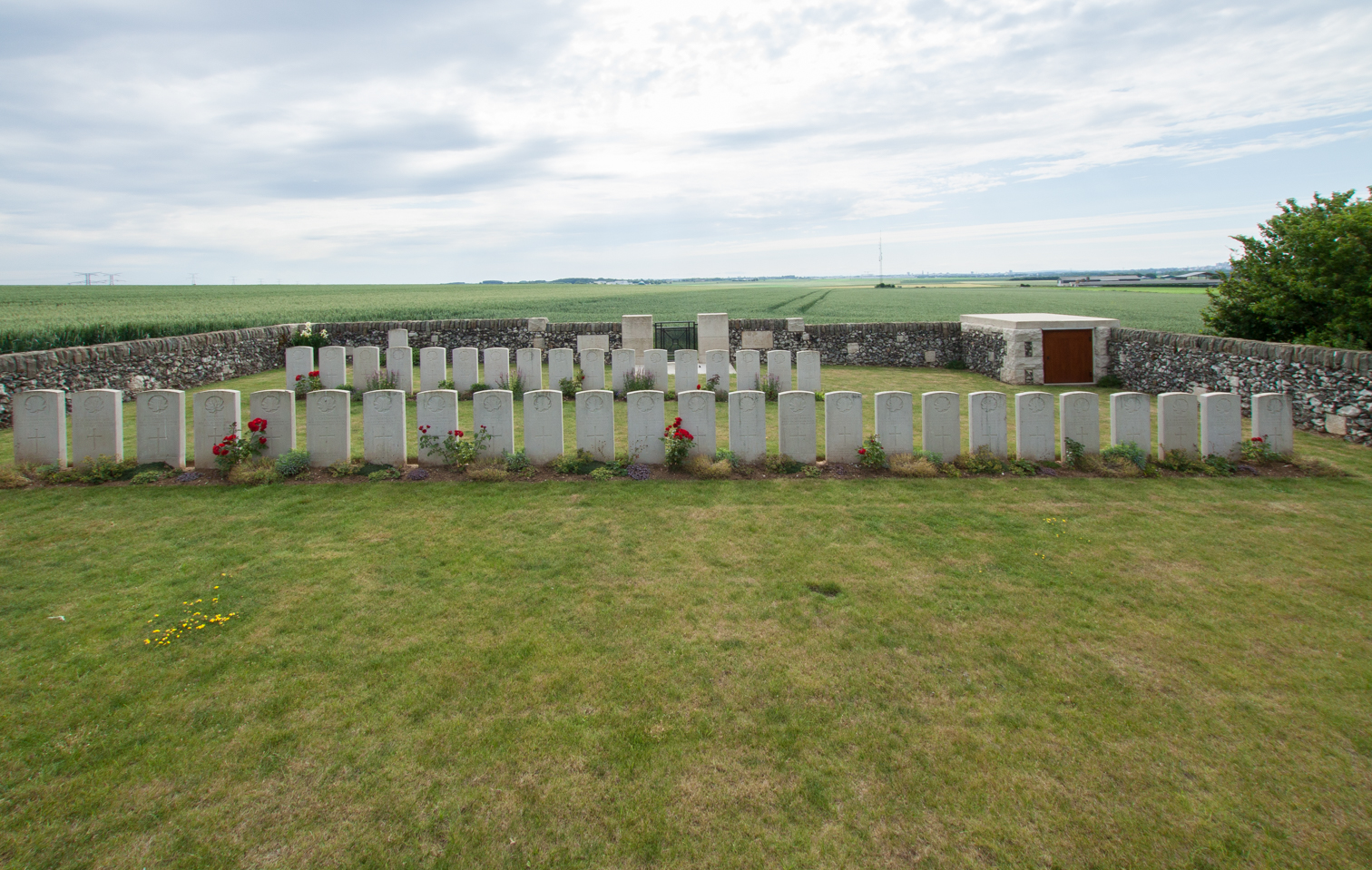
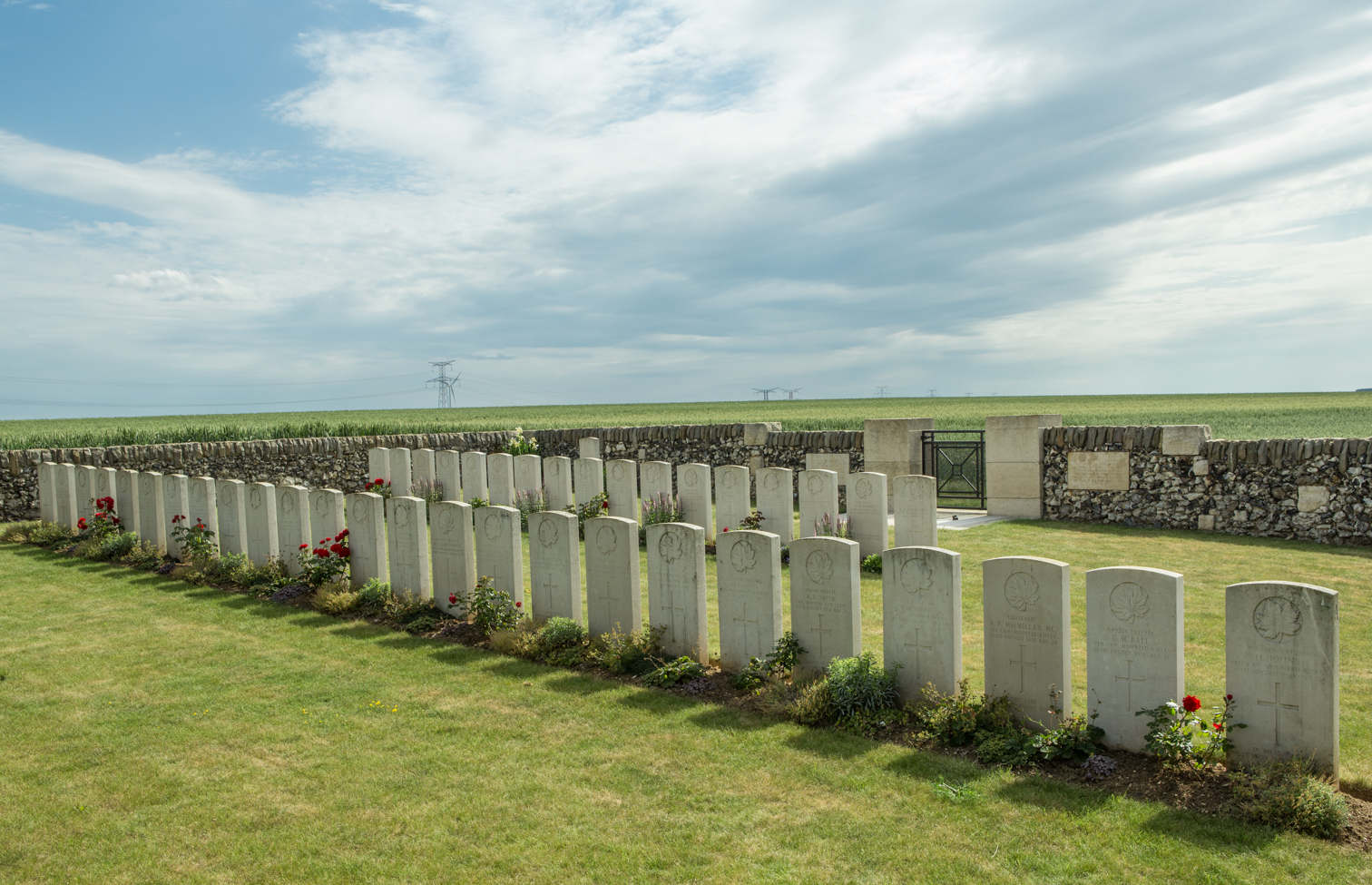
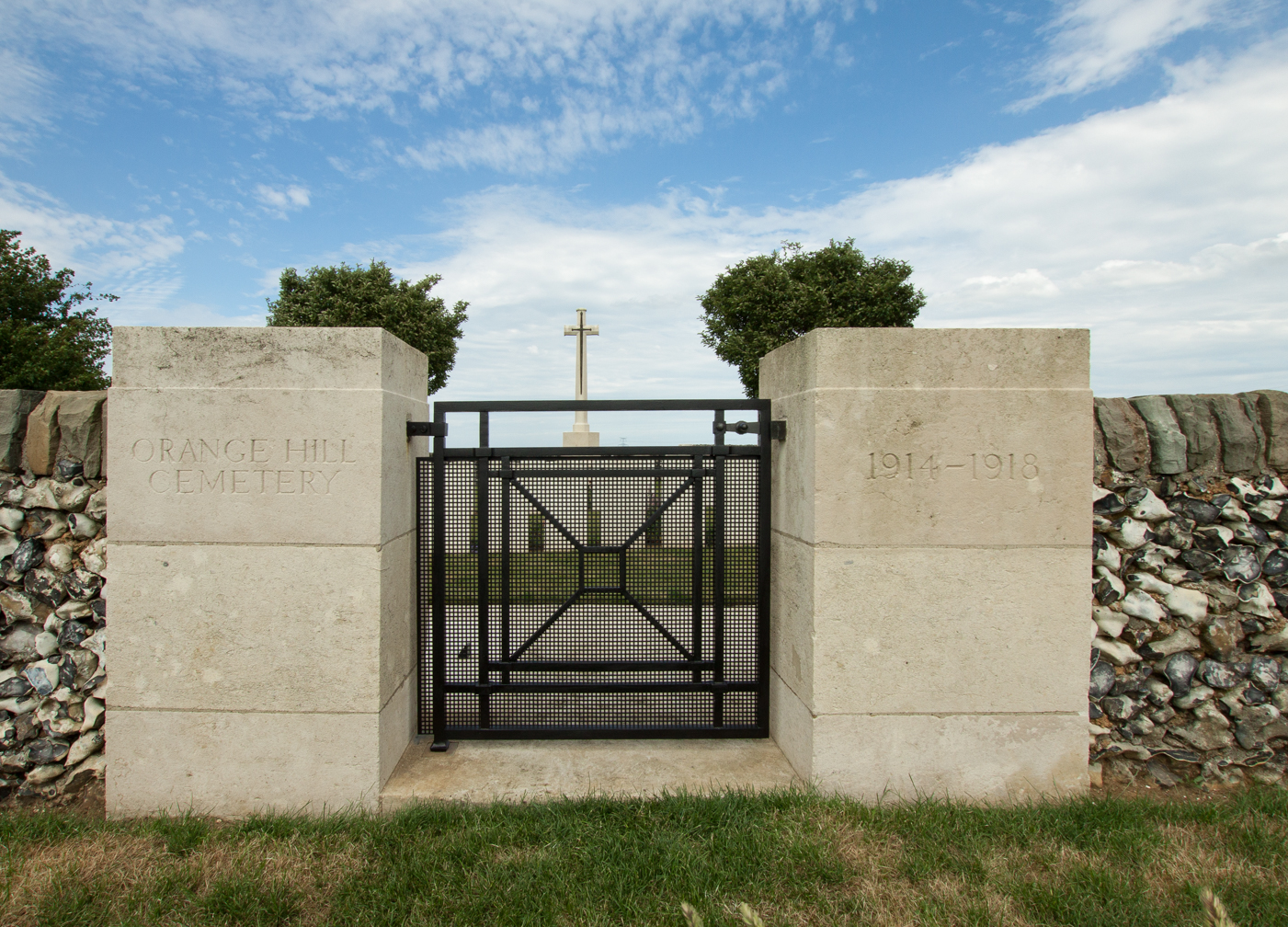
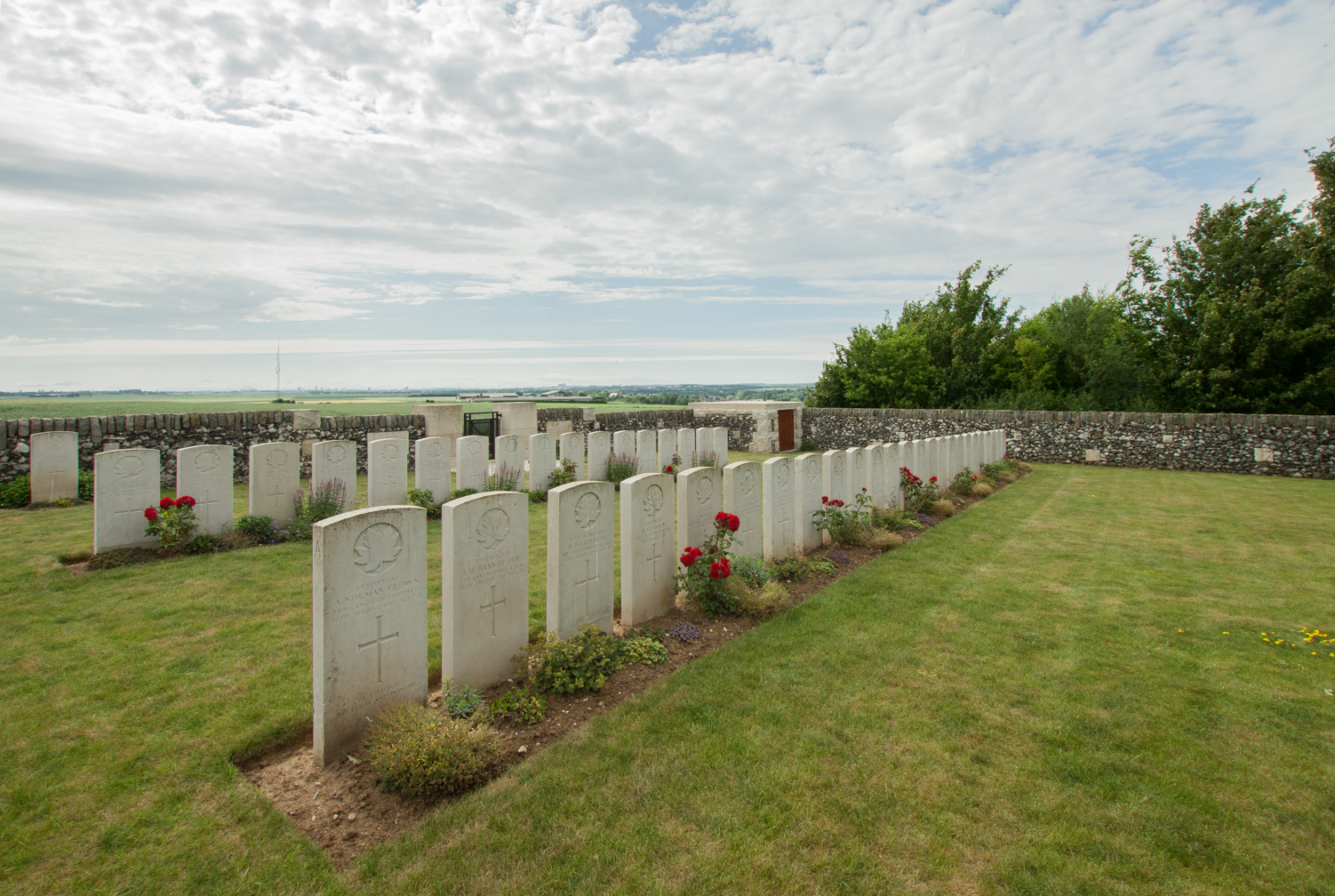
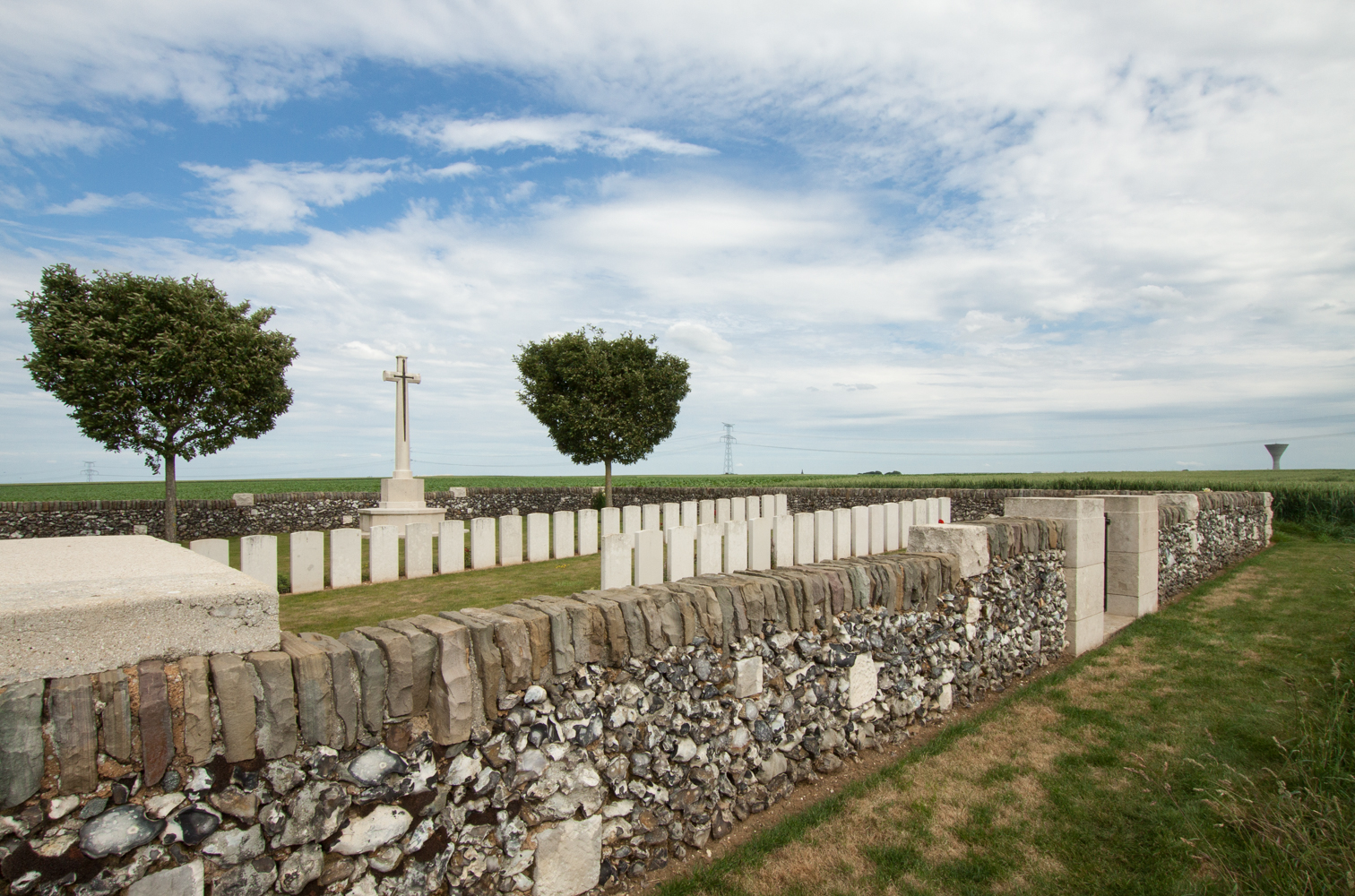
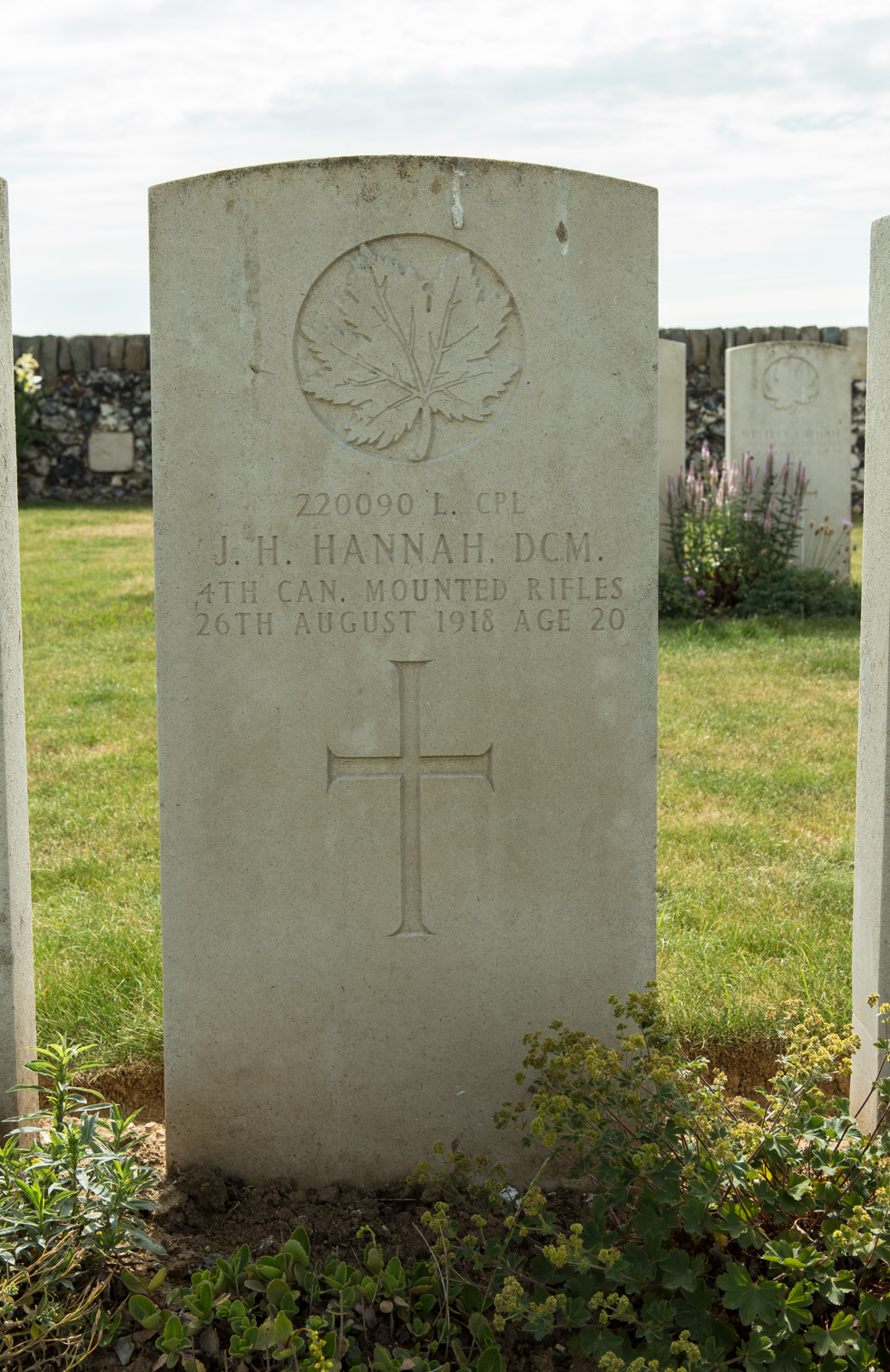
Un des nombreux soldats canadiens tombés le 26 août 1918.

## Pour approfondir